# Iglesia de San Marcello al Corso

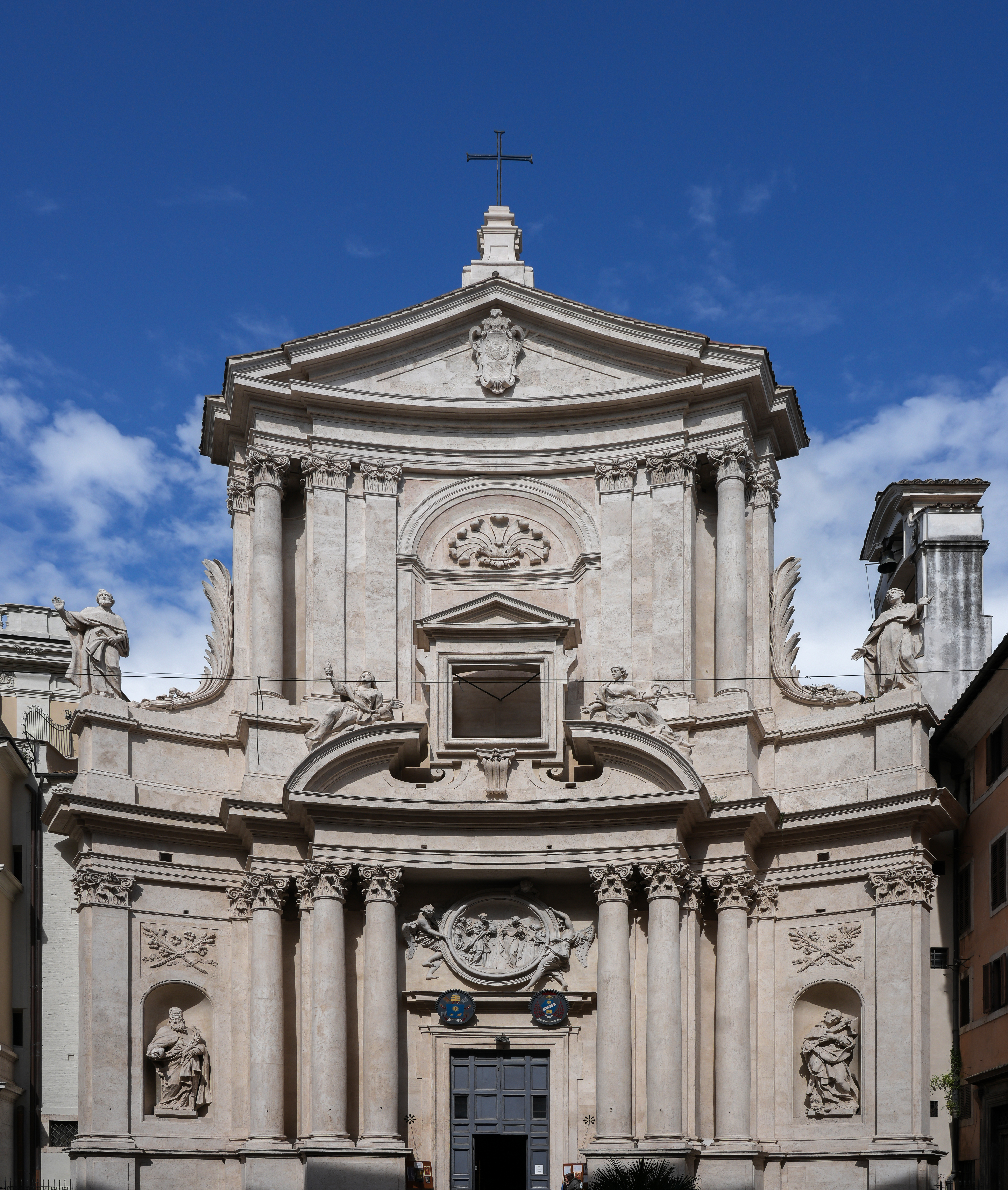
Iglesia de San Marcello al Corso. Vista de su fachada principal, obra de Carlo Fontana.

La iglesia de San Marcello al Corso es un templo católico de Roma, dedicado al papa Marcelo I. Está situado en la Via del Corso (antigua Via Lata), una de las calles más importantes de Roma que comunica la Piazza Venezia con la Piazza del Popolo. Es la iglesia más antigua de las que se conservan actualmente en esta calle.

## Historia
Según la tradición, se levanta sobre el mismo lugar donde estuvo preso el papa Marcelo I. Existen menciones a un lugar de culto desde el año 418, cuando Bonifacio I fue elegido papa aquí. En 590 también existen documentos que mencionan la iglesia de San Marcello, aunque la edificación más antigua de la que se conservan restos es del siglo VIII, de la iglesia que mandó construir el papa Adriano I.

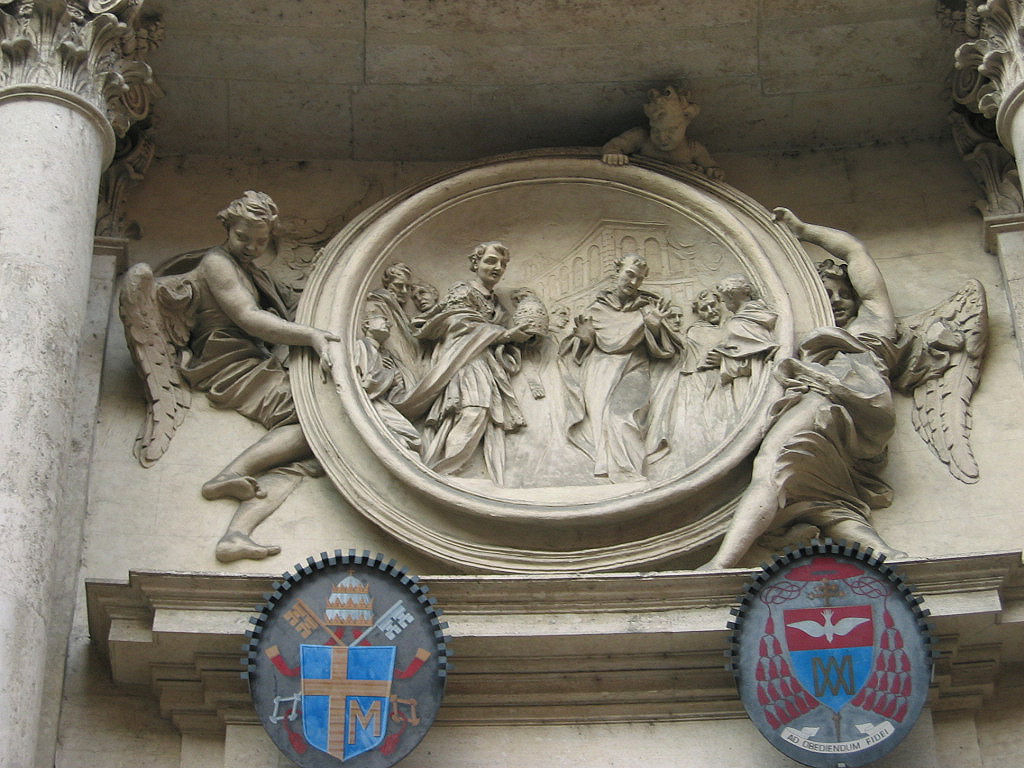
San Felipe Benicio rechaza la tiara papal. Relieve de Antonio Raggi en la fachada de San Marcello al Corso (Roma).

En el presbiterio de esta iglesia se expuso colgado el cuerpo de Cola di Rienzo, en 1354. El 22 de mayo de 1519 sufrió un incendio que destruyó el edificio: el dinero recolectado para su reconstrucción (que inició el arquitecto Jacopo Sansovino) acabó en manos de los lansquenetes durante el Saco de Roma (1527). Antonio da Sangallo el Joven reanudó la reconstrucción de la iglesia, que sufrió graves daños por una crecida del río Tíber que inundó la ciudad en 1530. Hasta 1592 no terminaron las obras de reconstrucción, que se completaron posteriormente con la fachada diseñada por Carlo Fontana. Se trata de una de las obras maestras de este autor, inspirada en el esquema compositivo de la de la basílica de Santa Maria del Popolo (siglo XV), pero dotándola de gran dinamismo barroco, con su aspecto cóncavo que, a su vez, fue imitado en otras iglesias romanas (como en la iglesia de la Santissima Trinità dei Pellegrini, 1723, obra de Francesco De Sanctis). La decoración de la fachada se completa con las esculturas monumentales de Francesco Cavallini y los relieves de Antonio Raggi.

## Interior de la iglesia

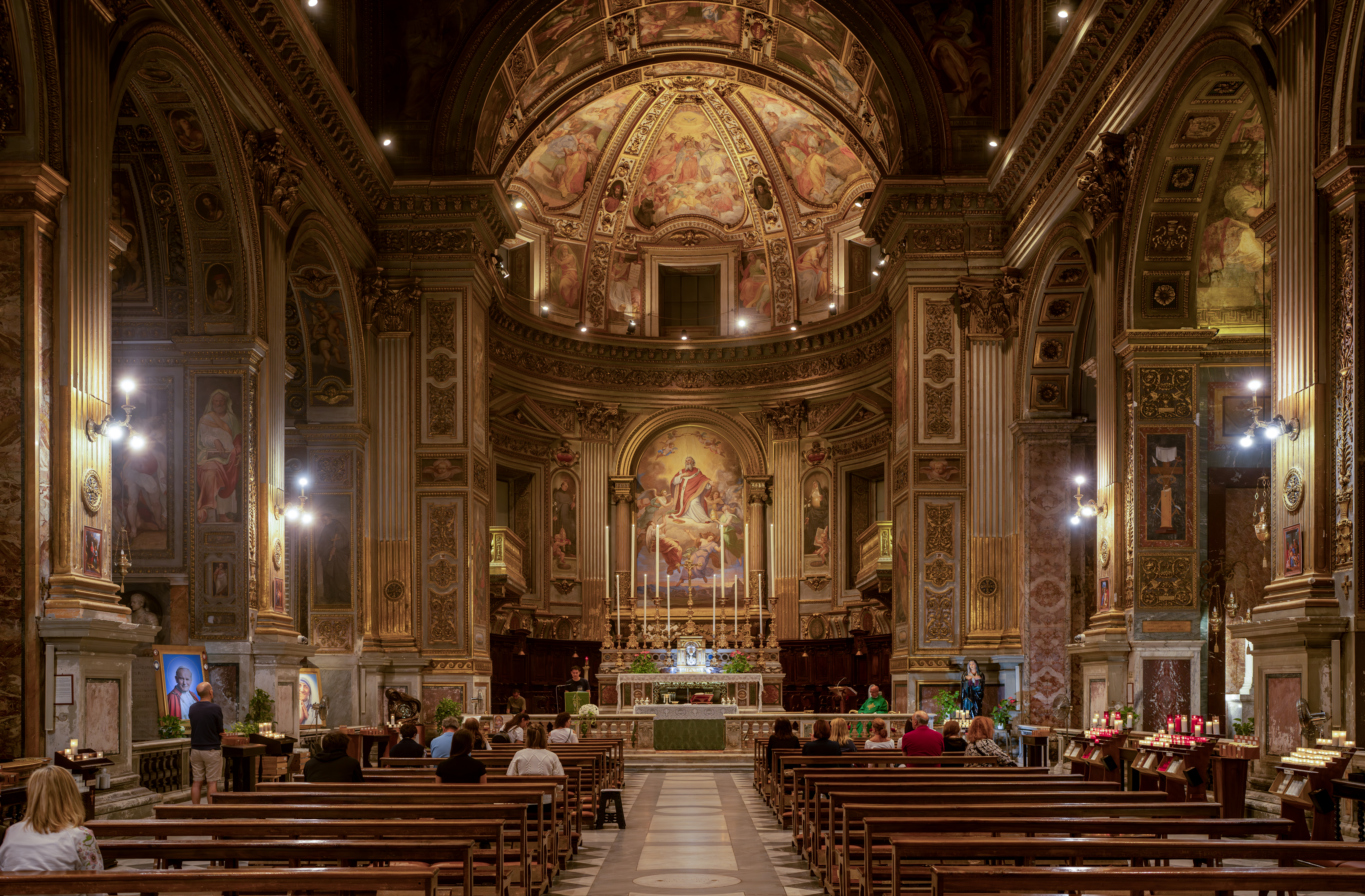
Presbiterio de San Marcello al Corso.

Presenta una nave única con cinco capillas en cada uno de sus lados. Bajo el altar mayor se encuentran las reliquias de numerosos santos, entre otros, del propio papa Marcelo y de las mártires Digna y Emérita.
El aspecto del ábside se debe a la última restauración purista, que eliminó el altar mayor y toda su decoración.
Entre las obras de arte repartidas por las capillas del templo (y tomando como referencia la puerta de ingreso) destacan:

### Capillas de la izquierda

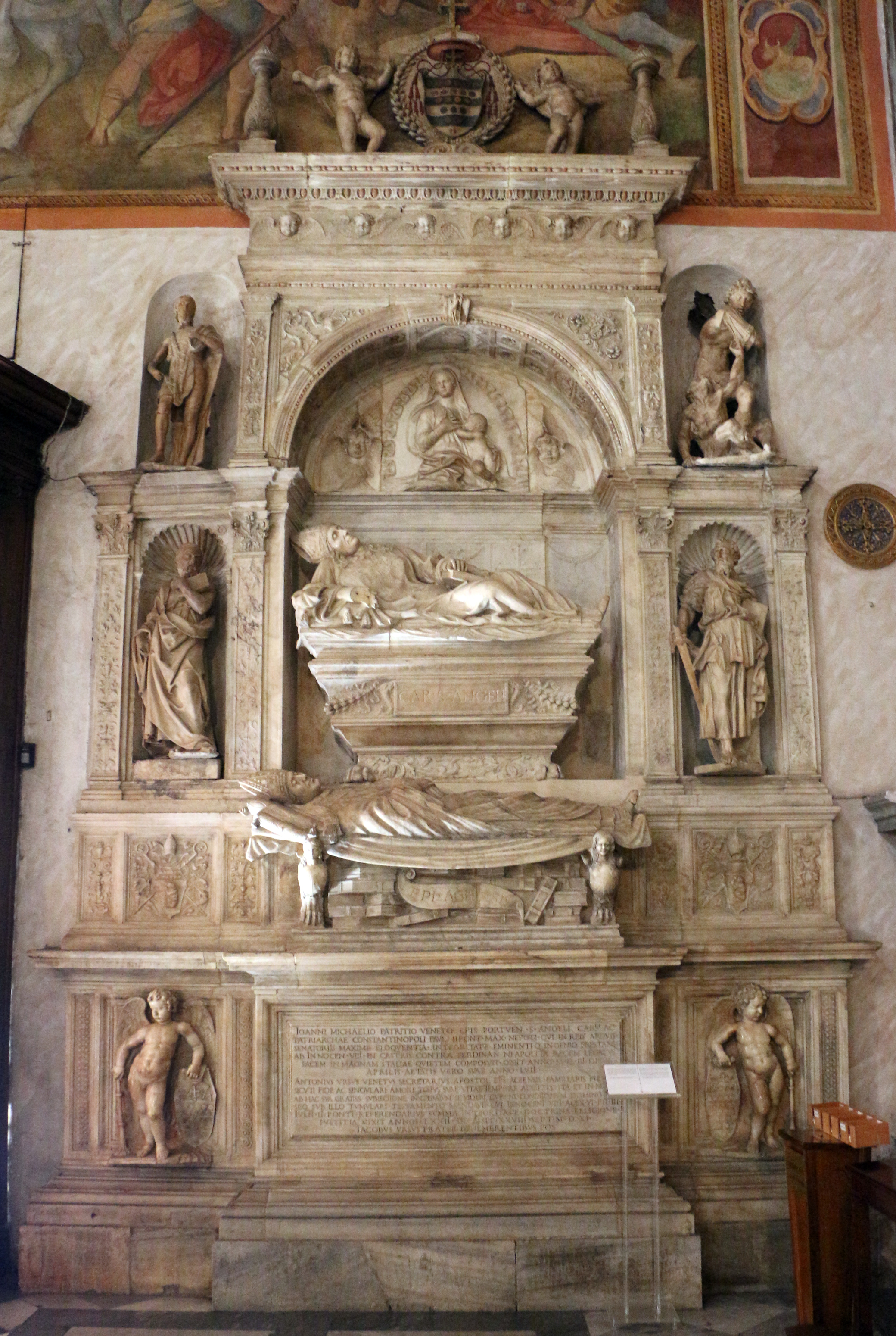
Sepulcro del cardenal Giovanni Michiel y de su nieto Antonio Orso, obra de Jacopo Sansovino.

- Primera capilla: sepulcro doble del cardenal Giovanni Michiel y de su nieto Antonio Orso esculpido por Jacopo Sansovino y la Anunciación de Lazzaro Baldi.
- 2.ª: el Martirio de las santas Digna y Emérita (1727) de Pietro Barbieri.
- 3.ª: fresco de la Virgen con el Niño de finales del siglo XIV y episodios de la vida de la Virgen de Francesco Salviati.
- 4.ª: Creación de Eva, San Marcos y San Juan de Perin del Vaga, San Mateo y San Lucas iniciados por Perin del Vaga y terminados por Daniele da Volterra, además de un ciborio de 1691 diseñado por Carlo Bizzaccheri.
- 5.ª: sendos monumentos fúnebres a los cardenales Fabrizio y Camillo Paoucci, el primero esculpido por Pietro Bracci y el segundo por Tommaso Righi.

### Capillas de la derecha
- Primera capilla: Madonna y siete santos de Agostino Masucci.
- 2.ª: Sin nada reseñable.
- 3.ª: Dolorosa de Pietro Paolo Naldini, Sacrificio de Isaac y Moisés salvado de las aguas de Domenico Corvi.
- 4.ª: Conversión de San Pablo (1560) de los hermanos Taddeo y Federico Zuccari y bustos de Alessandro Algardi (1630-40).
- 5.ª: San Felipe Benicio (1725) de Pier Leone Ghezzi.

## Crucifijo de San Marcello

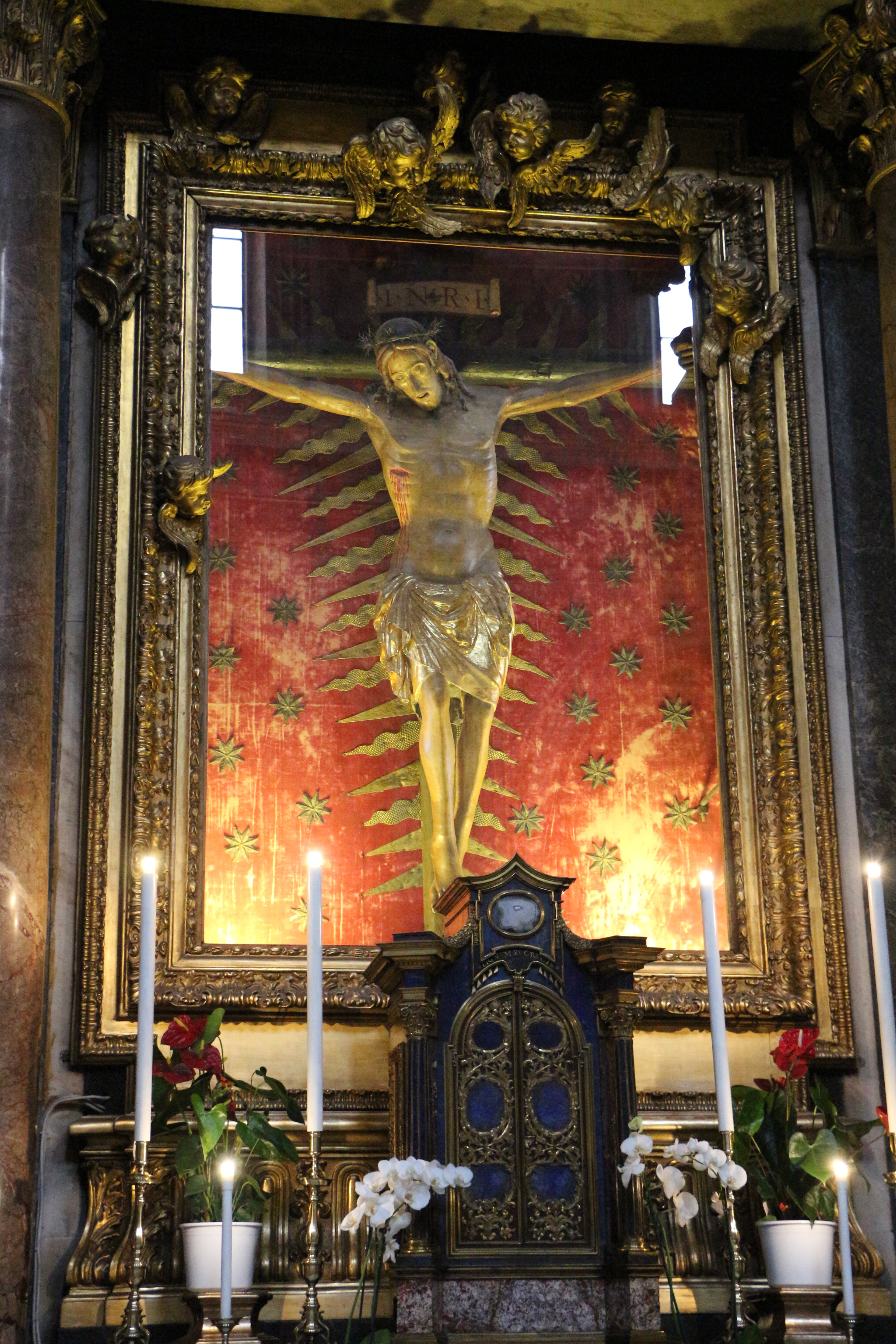
El Santo Crucifijo de San Marcello al Corso.

Del incendio del 22 de mayo de 1519 se salvó un crucifijo tallado en madera, del sigo XIV, que fue trasladado a un convento. El hecho de que no fuera destruido por las llamas fue considerado milagroso, y por ello nació un grupo de oración que recibió el nombre de Compañía del Santísimo Crucifijo. En 1522, Roma sufrió una epidemia de peste y el crucifijo fue sacado en procesión por la ciudad durante 16 días, desde el 4 hasta el 20 de agosto, cuando la enfermedad cesó. Esta procesión se repitió todos los jueves Santos, entre la iglesia de San Marcello y la basílica de San Pedro del Vaticano. La Compañía de Santísimo Crucifijo se convirtió en archiconfraternidad y se trasladó en 1568 al vecino Oratorio del Crucifijo, donde se venera la imagen.
El 27 de marzo de 2020 el Cristo fue nuevamente llevado a la plaza de San Pedro para presidir la bendición Urbi et orbi al mundo con motivo de la pandemia por coronavirus. En esta ocasión el Crucifijo estuvo acompañado por el icono de la Salus Populi Romani que se venera en la basílica de Santa María la Mayor. Ambas imágenes presidieron también los principales ritos de la Semana Santa de ese año en el interior de la basílica de San Pedro.
En ese mismo año, con motivo de la citada pandemia de Covid-19 en la iglesia de San Nicolás de los Servitas de Madrid se estableció también la veneración al Cristo de San Marcello en sus celebraciones religiosas orando. Cuenta la iglesia de San Nicolás de los Servitas de Madrid con un óleo que representa al Cristo invocado por San Antolín para la erradicación del virus Covid-19 (obra del artista Laurentiu R del año 2020).

## Cardenales protectores desde 1921
- Francesco Ragonesi (7 de marzo de 1921 - 14 de septiembre de 1931)
- Maurilio Fossati (13 de marzo de 1933 - 30 de marzo de 1965)
- Carlo Grano (26 de junio de 1967 - 2 de abril de 1976)
- Dominic Ekandem (24 de mayo de 1976 - 24 de noviembre de 1995)
- Édouard Gagnon P.S.S. (29 de enero de 1996 - 25 de agosto de 2007)
- Agustín García-Gasco (21 de noviembre de 2007 -  1 de mayo de 2011)
- Giuseppe Betori (a partir del 18 de febrero de 2012)